# Snivilisation
Albums de Orbital
Orbital 2
(1993) In Sides
(1996)
Snivilisation est un album de Orbital, sorti en 1994.

## L'album
Influencé par Brian Eno, Philip Glass ou encore Crass, l'album est une révolte face au Parti conservateur britannique alors en place qui voulait supprimer la culture rave. Il atteint la quatrième place des charts britanniques et s'y maintient quatre semaines. Le magazine Q le place en 1997 dans sa liste des 25 meilleurs albums dance de tous les temps et l'inclut parmi les dix meilleurs albums de l'année 1994. Il fait partie des 1001 albums qu'il faut avoir écoutés dans sa vie. 

### Titres
Tous les titres sont des frères Hartnoll.
1. Forever (7:59)
2. I Wish I Had Duck Feet (4:05)
3. Sad But True (avec Alison Goldfrapp) (7:49)
4. Crash and Carry (4:43)
5. Science Friction (5:03)
6. Philosophy by Numbers (6:39)
7. Kein Trink Wasser (9:24)
8. Quality Seconds (1:25)
9. Are We Here? (avec Alison Goldfrapp) (15:33)
10. Attached (12:25)

### Musiciens
- Alison Goldfrapp : voix
- Paul Hartnoll : programmations, mixage
- Phil Hartnoll : programmations, mixage